# Senza voce

L'expression senza voce appartient au lexique de la musique. Elle signifie littéralement « sans voix ». Elle est utilisée pour définir une version instrumentale d'une musique dont la version originale comportait une ou plusieurs voix. Son emploi est cependant assez rare et c'est l'expression synonyme « version instrumentale » qui est majoritairement utilisée à la place. 